# 루커스 그레이빌
루커스 그레이빌(Lucas Grabeel, 1984년 11월 13일 ~ )은 미국의 배우 및 가수이다.

## 출연 작품
- 할로윈타운 하이 (2004, Halloweentown High)
  - 리턴 투 할로윈타운 (2006, Return to Halloweentown)
- 하이 스쿨 뮤지컬 (2006)
  - 하이 스쿨 뮤지컬 2 (2007)
  - 하이 스쿨 뮤지컬: 졸업반 (2008)
- 앨리스 업사이드 다운 (2007)
- 밀크 (2008)
- 컬리지 로드 트립 (2008)
- 락 앤 롤 포에버 (2008, Lock and Roll Forever)
- 어드벤처 오브 푸드 보이 (2008, The Adventures of Food Boy)
- 리얼 손 (2008, The Real Son)
- 비버리 힐스 닌자 (2009)
- 아이 키스드 어 뱀파이어 (2010, I Kissed a Vampire)
- Chocolate Milk (2013)
- 리틀 위민 (2018, Little Women)

### 텔레비전
- 베로니카 마스 (2005-06)
- 틸데스 (2006,'Til Death)
- 스위치드 앳 버스 (2011-17)